# NGC 6977
NGC 6977 is een balkspiraalstelsel in het sterrenbeeld Waterman. Het hemelobject werd op 20 juli 1863 ontdekt door de Duitse astronoom Albert Marth.

## Synoniemen
- MCG -1-53-16
- HCG 88B
- NPM1G -05.0583
- IRAS 20499-0555
- PGC 65625